# 정슬
정슬(2000년 10월 23일 ~ )은 대한민국의 가수이다.

## 생애
중학교 때부터 가수가 되고 싶다는 꿈을 품고 기획사 오디션에 수없이 도전했지만 결과가 좋지 않았다고 한다. 그래도 음악을 포기하고 싶지 않아 동아방송예술대학 실용음악과에 진학했다가, 트로트를 배우고 '정슬'로 예명을 정하여 미스트롯3에 참가하게 되었다.
이전까지 방송 출연이 없었던 정슬은 그동안 아이돌 준비를 하면서 다져온 노래 실력과 퍼포먼스를 미스트롯3에서 보여줬고, 최종 7위로 TOP7 진출에 성공해 가수의 꿈을 이루게 되었다.
2025년 1월 14일 싱글 앨범 <따봉 (Tabom)>을 발매하여 정식 데뷔했다.

## 학력
- 서울공연예술고등학교 (실용음악과 / 졸업)
- 동아방송예술대학교 (실용음악전공 / 휴학)

## 방송
- 2023년 TV조선 《미스트롯3》- Top7(7위)
- 2024년 TV조선 《미스쓰리랑》
- 2025년 TV조선 《트롯 올스타전 수요일 밤에》

## 공연
- 서울: 2024년 5월 3일(금) ~ 5일(일), 올림픽공원 올림픽홀
- 부산: 2024년 5월 11일(토) ~ 12일(일), 벡스코 오디토리움
- 대전: 2024년 5월 18일(토), 충남대 정심화홀
- 울산: 2024년 5월 25일(토) ~ 26일(일), KBS울산홀
- 대구: 2024년 6월 8일(토) ~ 9일(일), 엑스코 5층 컨벤션홀
- 성남: 2024년 6월 15일(토) ~ 16일(일), 성남아트센터
- 인천: 2024년 6월 22일(토) ~ 23일(일), 송도컨벤시아
- 창원: 2024년 7월 6일(토) ~ 7일(일), KBS창원홀
- 광주: 2024년 7월 13일(토) ~ 14일(일), 광주컨벤션센터 다목적홀
- 춘천: 2024년 7월 27일(토), 강원대학교 백령아트센터
- 천안: 2024년 8월 19일(토), 천안예술의전당 대공연장
- 진주: 2024년 10월 9일(토), 경남문화예술회관 대공연장

## 음반
- 2024년 사랑학개론 미스트롯3 결승노래
- 2025년 따봉 (Tabom)

## 여담
- 미스트롯3 TOP7 중 유일한 비현역 출신이다. 나머지 6명은 모두 현역 트로트 가수 경력이 있다.

- 친한 동기이자 친구로는 싱어게인3 3위를 기록한 EJel이 있다.

- 예명 '정슬'은 한자 표기가 없는 한글 이름이다.

- 2025년 5월 8일 트로트 라디오에 출연하여 밝힌 바에 의하면, 트로트는 외할아버지의 권유로 시작했다고 한다.